# ویدئوگرافی جنت جکسون
جنت جکسون، خواننده و ترانه‌سرای آمریکایی، پنجاه و دو نماهنگ، علاوه‌بر هشت آلبوم ویدئویی و دو ویدئوی تور کنسرت، منتشر کرده است. پس از اولین اجرای کنترل، او به یک چهره در سرگرمی تبدیل شد و خود را به‌عنوان یکی از پیشگامان عصر ویدئو معرفی کرد.
جکسون چندین ویدئو دارد که در میان گران‌ترین ویدئوهای تاریخ قرار گرفته‌اند، که شامل «واقعاً مهم نیست» و «جیغ»، است.

## موزیک ویدئوها
| نام                                                                                   | آلبوم                               | سال  |
| ------------------------------------------------------------------------------------- | ----------------------------------- | ---- |
| «خیابانِ رویا»                                                                         | خیابانِ رویا                         | ۱۹۸۴ |
| «اخیرا برام چکار کردی»                                                                | کنترل                               | ۱۹۸۶ |
| «بدجنس»                                                                               | کنترل                               | ۱۹۸۶ |
| «وقتی به تو فکر می‌کنم»                                                                | کنترل                               | ۱۹۸۶ |
| «کنترل»                                                                               | کنترل                               | ۱۹۸۶ |
| «بیا کمی صبر کنیم»                                                                    | کنترل                               | ۱۹۸۷ |
| «اصلِ لذت»                                                                             | کنترل                               | ۱۹۸۷ |
| «دلم برات خیلی تنگ شده»                                                               | ملتِ ریتمِ جنت جکسون ۱۸۱۴             | ۱۹۸۹ |
| «ملتِ ریتم»                                                                            | ملتِ ریتمِ جنت جکسون ۱۸۱۴             | ۱۹۸۹ |
| «به من برگرد»                                                                         | ملتِ ریتمِ جنت جکسون ۱۸۱۴             | ۱۹۹۰ |
| «فرار»                                                                                | ملتِ ریتمِ جنت جکسون ۱۸۱۴             | ۱۹۹۰ |
| «بسیار خوب»                                                                           | ملتِ ریتمِ جنت جکسون ۱۸۱۴             | ۱۹۹۰ |
| «گربۀ سیاه»                                                                           | ملتِ ریتمِ جنت جکسون ۱۸۱۴             | ۱۹۹۰ |
| «عشق هرگز انجام نخواهد شد (بدون تو)»                                                  | ملتِ ریتمِ جنت جکسون ۱۸۱۴             | ۱۹۹۰ |
| «عشق همینه»                                                                           | جنت.                                | ۱۹۹۳ |
| «اگر»                                                                                 | جنت.                                | ۱۹۹۳ |
| «دوباره»                                                                              | جنت.                                | ۱۹۹۳ |
| «به‌خاطرِ عشق»                                                                          | جنت.                                | ۱۹۹۴ |
| «هر زمان، هر جا»                                                                      | جنت.                                | ۱۹۹۴ |
| «تو این را می‌خوای»                                                                    | جنت.                                | ۱۹۹۴ |
| «اوه حالا»                                                                            | جنت.                                | ۱۹۹۵ |
| «چکار کنم»                                                                            | جنت.                                | ۱۹۹۵ |
| «جیغ» (همراه مایکل جکسون)                                                             | تاریخ: گذشته، حال و آینده، کتاب یکم | ۱۹۹۵ |
| «فرار کن»                                                                             | طراحی یک دهه: ۱۹۸۶-۱۹۹۶             | ۱۹۹۵ |
| «بیست تا پیش‌بازی»                                                                     | طراحی یک دهه: ۱۹۸۶-۱۹۹۶             | ۱۹۹۶ |
| «تا زمانی‌که رفته» (با حضور کیو تیپ و جونی میچل)                                       | طناب مخملی                          | ۱۹۹۷ |
| «دوباره با هم»                                                                        | طناب مخملی                          | ۱۹۹۷ |
| «دوباره با هم» (ریمیکس)                                                               | طناب مخملی                          | ۱۹۹۷ |
| «من تنها می‌شم»                                                                        | طناب مخملی                          | ۱۹۹۸ |
| «رفتن به عمق»                                                                         | طناب مخملی                          | ۱۹۹۸ |
| «تو»                                                                                  | طناب مخملی                          | ۱۹۹۸ |
| «هر زمان»                                                                             | طناب مخملی                          | ۱۹۹۸ |
| «دوست دختر/دوست پسر» (همراه بلک‌استریت)                                                | سرانجام                             | ۱۹۹۹ |
| «قراره چی بشه؟» (همراه باستا رایمز)                                                   | ایی.ال.ایی.: جبهه جهانی نهایی       | ۱۹۹۹ |
| «واقعاً مهم نیست»                                                                      | پروفسور دیوانه ۲                    | ۲۰۰۰ |
| «همش برای تو»                                                                         | همش برای تو                         | ۲۰۰۱ |
| «کسی که معشوقِ من را صدا کند»                                                          | همش برای تو                         | ۲۰۰۱ |
| «پدر سوخته (فکر می‌کنم این ترانه درباره توست)» (همراه کارلی سایمون با حضور میسی الیوت) | همش برای تو                         | ۲۰۰۱ |
| «احساس کن پسر» (همراه بنی من)                                                         | طوفان استوایی                       | ۲۰۰۲ |
| «جنت مگامیکس ۰۴»                                                                      | دامیتا جو                           | ۲۰۰۴ |
| «فقط کمی»                                                                             | دامیتا جو                           | ۲۰۰۴ |
| «من تو را می‌خوام»                                                                     | دامیتا جو                           | ۲۰۰۴ |
| «کلِ شب (متوقف نشو)»                                                                   | دامیتا جو                           | ۲۰۰۴ |
| «بهم زنگ بزن» (همراه نلی)                                                             | ۲۰ وای. او.                         | ۲۰۰۶ |
| «خیلی هیجان‌زده» (با حضور کایا)                                                        | ۲۰ وای. او.                         | ۲۰۰۶ |
| «بازخورد»                                                                             | انضباط                              | ۲۰۰۸ |
| «تکان با تو»                                                                          | انضباط                              | ۲۰۰۸ |
| «من را بساز»                                                                          | نامبر وانز                          | ۲۰۰۹ |
| «هیچی»                                                                                | چرا من هم ازدواج کردم؟              | ۲۰۱۰ |
| «بدونِ خواب» (تکی یا با حضور جی. کول)                                                  | شکست‌ناپذیر                          | ۲۰۱۵ |
| «عزیزِ لعنتی»                                                                          | شکست‌ناپذیر                          | ۲۰۱۶ |
| «ساخته برای الان»                                                                     |                                     |      |

## آلبوم‌های ویدئویی
| نام                          |
| کنترل – ویدئوها              |
| کنترل – قسمت دوم ویدئوها     |
| ملتِ ریتمِ جنت جکسون ۱۸۱۴      |
| مجموعه ملت ریتم              |
| جنت.: ویدئوها                |
| طراحی یک دهه: ۱۹۸۶-۱۹۹۶      |
| همش برای تو: ویرایش دی‌وی‌دی   |
| از جنت تا دامیتا جو: ویدئوها |
| ---------------------------- |

## آلبوم‌های ویدئویی زنده
| نام                         |
| تور طناب مخملی – کنسرت زنده |
| جنت: زنده در هاوایی         |
| --------------------------- |

## منبع
1. ↑  "About Janet Jackson". The Pilot. Cartier, David. Archived from the original on November 29, 2014. Retrieved June 27, 2011.
2. ↑  "Top 10 MV 'siêu đắt' qua mọi thời đại". Báo Mới. March 3, 2014. Archived from the original on November 29, 2014. Retrieved August 30, 2014.